# Panelus quadridentatus
Panelus quadridentatus är en skalbaggsart som beskrevs av Vladimir Balthasar 1952. Panelus quadridentatus ingår i släktet Panelus och familjen bladhorningar. Inga underarter finns listade i Catalogue of Life.